# انريكي بارنولدي
انريكي بارنولدي (بالإنجليزية: Enrique Bernoldi)‏ مواليد 19 أكتوبر 1978 في كوريتيبا، هو سائق فورملا 1 برازيلي بدأ مسيرته الاحترافية سنة 2001. كان أول سباق له هو جائزة أستراليا الكبرى 2001. خاض خلال مسيرته 29 سباقاً.

## سباقات شارك فيها
- البطولة الأمريكية لسباق السيارات
- بطولة فورمولا 3 البريطانية
- سلسلة إندي كار
- إنديانابوليس 500
- بطولة العالم للتحمل

## وصلات خارجية
- الموقع الرسمي